# Esőthozó pőcsik
Az esőthozó pőcsik (Haematopota pluvialis) a rovarok (Insecta) osztályának kétszárnyúak (Diptera) rendjébe, ezen belül a bögölyfélék (Tabanidae) családjába tartozó faj.

## Származása, elterjedése
Európa és Ázsia palearktikus övében a leggyakoribb bögölyfaj. Magyarországon is mindenütt gyakori.

## Megjelenése, felépítése
9–12 mm hosszú. Szürke torának felső oldalán sötét hosszcsíkok húzódnak. Szeme igen tarka, kanyargós, a szivárvány színeiben csillogó világos és sötét sávokkal. A hímek sávjai találkoznak, a nőstény sávjai elkülönülnek. A szárnyak opálosan áttetszők, elmosódott körvonalú, szürke foltokkal, nyugalmi helyzetben háztetőszerűen helyezkednek el. A nőstény szájszerve szúró-szívó, állkapcsai késélesek, a hím szájszerve visszafejlődött.

## Életmódja
Magyar nevét onnan kapta, hogy főleg párás időben, eső előtt és gyenge esőben repül.
Mocsarak és nedves rétek lakója, de mintegy 2000 m magasságig a szárazabb helyeken is előfordul. Lárvái a nyirkos talajban fejlődnek. A nőstény vérszívó. Főként a végtagokat csípi, szúrása igen fájdalmas. A hímek nektárral táplálkoznak.
Pihenő helyzetben a szárnyait párhuzamosan fekteti a hátára.

### Szaporodása
Rövid nászrepülés után a földön párosodik. A nőstények ezután emlősállatokat vagy embereket keresnek fel, mert a peterakáshoz vért kell szívniuk. Először látással, később szagok alapján is tájékozódnak. Petéiket rétegelt csoportokban rakják le a vizek közelében élő növényekre.